# Le Sourn
Le Sourn (tiếng Breton: Ar Sorn) là một xã ở tỉnh Morbihan trong vùng Bretagne tây bắc Pháp. Xã này có diện tích 16,05 km², dân số năm 1999 là 1843 người. Khu vực này có độ cao từ 46-184 mét trên mực nước biển.
Cư dân của Le Sourn danh xưng trong tiếng Pháp là Sournais.